# 小橋勝之助
小橋 勝之助（こばし かつのすけ、1863年4月12日〈文久3年2月25日〉 - 1893年3月12日）は、明治時代の社会事業家。日本で最も古い児童施設の一つである博愛社（現・社会福祉法人博愛社）を創設し、小野田鉄弥、弟・小橋実之助、林歌子らと孤児の養育に尽力した。

## 人物・経歴
1863年（文久3年）、播磨国赤穂郡瓜生（現・兵庫県相生市）に庄屋（地主）の小橋亀次郎の長男として生まれる。
竜野中学に入学し、儒学者の矢野真吾に学ぶ。神戸医学校予科（現・神戸大学医学部）を卒業後に上京し、高瀬真郷の心学や感化事業に影響を受ける。
1887年（明治20年）、東京での修学中に結核にかかり、英国の実践者J.ミューラーとの出会いをきっかけに洗礼を受けて聖公会の信徒となり、チャニング・ウィリアムズ主教（立教大学創設者）から薫陶を受けた。日本聖公会の東京神田基督教会で弟・小橋実之助、林歌子らと活動する。
1889年（明治22年）に帰郷すると、1890年（明治23年）に兵庫県矢野村（現・相生市）で、貧しい家庭の子供たちを育てる施設として『博愛社』を、小野田鉄弥、弟・実之助、沢田寸二、前田英哲らとともに創設し、孤児の養育に尽力する。そのほか、伝道活動も精力的に行った。また、勝之助は石井十次と親しい間柄となり、岡山孤児院と連携し、将来の事業として北海道に土地を求める意向を示した。
翌年の濃尾地震の際には、震災孤児収容所を開設するが、結核が再発。
林歌子と弟に博愛社を託して、1893年（明治26年）3月12日に死去。